# Pokhara
Pokhara (nepalsko पोखरा) je velemesto v Nepalu, v provinci Gandaki Pradeš. Je drugo največje mesto po številu prebivalcev za Katmandujem, skupaj z Lekhnathom pa tvori metropolitansko mesto Pokhara od maja 2017. Je glavno mesto province Gandaki Pradeš . Mesto služi tudi kot sedež okrožja Kaski . Pokhara je 200 kilometrov zahodno od prestolnice Katmandu. Nadmorska višina se giblje od 827 metrov v južnem delu do 1740 metrov na severu . Masiv Anapurna, s tremi od desetih najvišjih gorskih vrhov – Dhaulagiri, Anapurna I in Manaslu - je v območju med 24–56 km doline. 
Pokhara se šteje za turistično prestolnico Nepala  ki je izhodišče za trekinge, predvsem krožne poti okoli Anapurne, skozi zaščiteno območje Anapurne  v Himalaji. Mesto je tudi dom številnih elitnih vojakov Gurk. 

## Zgodovina
Pokhara leži na pomembni stari trgovski poti med Kitajsko in Indijo. V 17. stoletju je bila del Kraljevine Kaski, ki je bila ena od Chaubisi Rajya (24 kraljevstev Nepala, सिसे राज्य), ki jo je vodila veja rodbine Shah. Številni hribi okrog Pokhare imajo še vedno srednjeveške ruševine. Leta 1786 je Prithvi Narayan Shah priključil Pokharo v svoje kraljestvo. Od takrat je postala pomembno trgovsko mesto na relacijah od Katmanduja do Jumle in od Indije do Tibeta. 
Pokhara je bila zamišljena kot trgovsko središče kralja Kaskija sredi 18. stoletja n. št., ko so se Nevarci iz  Bhaktapurja preselili v Pokharo, ko jih je povabil kralj in se naselili v bližini glavnih poslovnih lokacij, kot so tempelj Bindhjabasini, Nalakomukh in Bhairab Tole. Večina takratne Pokhare je naseljena s Khasi (Brahmin, Čhetri, Thakuri in Dalitsi), Gurungi, Magari ...  Tudi trenutno Khasi, Gurungi (Tamu) in Magari tvorijo prevladujočo skupnost Pokhare. V mestu je tudi precejšnje število Nevarcev . Majhna muslimanska skupnost je na vzhodnih obrobjih mesta, ki se običajno imenuje Miya Patan. Batulečaur na skrajnem severu je dom Gandharvasov ali Gaaineysov (ljudstvo glasbenikov). 
Bližnja gričevja okrog Pokhare so obkrožena z vasmi ljudstva Gurung z nekaj mesti, ki pripadajo Khas skupnosti. Majhne skupnosti Magarcev so prisotne predvsem na južnih obrobnih gričih. Nevarska skupnost skoraj ne obstaja v vaseh okoliških hribov zunaj meja mesta Pokhara.
Od leta 1959 do leta 1962 je približno 300.000 izgnancev prišlo v Nepal iz sosednjega Tibeta po priključitvi s Kitajsko. Večina tibetanskih izgnancev je nato prosila za azil v Dharamšali in drugih tibetanskih izgnanskih skupnostih v Indiji. Po podatkih UNHCR od leta 1989 približno 2500 Tibetancev vsako leto prestopi mejo v Nepal ,  mnogi med njimi pridejo v Pokharo kot običajno tranzitno skupnost v tibetanske izgnane skupnosti v Indiji. Približno 50.000–60.000 tibetanskih izgnancev prebiva v Nepalu in približno 20.000 Tibetancev v izgnanstvu živi v enem od 12 združenih taborišč, 8 v Katmanduju in 4 v Pokhari in okolici. Štiri tibetanska naselja v Pokhari so Jampaling, Paljorling, Taši Ling in Taši Palkhel. Ti tabori so se razvili v dobro zgrajena naselja, vsak z gompo (budistični samostan), čorten in njegovo posebno arhitekturo, Tibetanci pa so postali vidna manjšina v mestu. 
Do konca 1960-ih je bilo mesto dostopno le peš in se je štelo za še bolj mistično mesto kot Katmandu. Prva cesta je bila zgrajena leta 1968 (cesta Sidhartha) , po kateri se je začel turizem in mesto je hitro raslo.  Območje ob jezeru Phewa, imenovano tudi jezero Side, se je razvilo v eno glavnih turističnih središč Nepala. 

## Geografija
Pokhara leži v severozahodnem kotu doline Pokhara, ki je razširitev doline Seti Gandaki v regiji (pahad) Himalaje. V tej regiji gore rastejo zelo hitro in v 30 kilometrih se višina dvigne od 1000 do 7500 metrov. Zaradi velikega dviga nadmorske višine dobi območje Pokhare skoraj  največ padavin v državi (3350 mm / leto v dolini do 5600 mm / leto v Lumli) . Tudi znotraj mesta je opazna razlika v padavinah med jugom in severom: severni del ob vznožju gora dobi sorazmerno večjo količino padavin.
Seti Gandaki je glavna reka, ki teče skozi mesto. Seti Gandaki (Beli Gandaki) in njeni pritoki so ustvarili več sotesk in kanjonov v Pokhari in okolici, ki tvorijo privlačne dolge odseke teras, značilnosti mesta in okoliških območij. Ti dolgi deli teras so prekinjeni s soteskami, ki so globoke več sto metrov. Soteska Seti poteka skozi Pokharo od severa proti jugu in nato od zahoda proti vzhodu; z mesti, kjer so te soteske široke le nekaj metrov. Na severu in jugu so kanjoni širši. 
Na jugu mesto meji na Phewa Tal (4,4 km²) na nadmorski višini približno 827 metrov, medtem ko se Lumle na 1740 metrih na severu dotika dna gorske verige Anapurne. Pokhara, mesto jezer, je drugo največje mesto v Nepala za Katmandujem. Iz mesta so vidni trije vrhovi nad 8000 m (Dhaulagiri, Annapurna, Manaslu). Gora Mačapučara ('ribji rep') z nadmorsko višino 6993 metrov je najbližje mestu. 
Porozno podzemlje doline Pokhara daje prednost oblikovanju jam, več jih je mogoče najti znotraj meja mesta. Na jugu mesta izginja pritok Seti, ki teče iz jezera Phewa v Patale Čhango (पाताले छाँगो nepalsko za 'podzemne slapove', imenovane tudi Davisovi slapovi, po nekom, ki se je domnevno utopil), v podzemno sotesko, da se ponovno pojavi 500 metrov naprej proti jugu.

### Podnebje
Mesto ima vlažno subtropsko podnebje, višina pa ohranja zmerno temperaturo. Temperature so poleti povprečno med 25 in 35 ° C, pozimi okoli -2 do 15 ° C. Pokhara in bližnja območja prejmejo veliko količino padavin. Lumle, 25 milj od centra mesta Pokhara, prejme najvišjo količino padavin (> 5600 mm / leto) v državi. V dolini ne opazimo sneženja, v okoliških hribih pa pozimi sneži. Poletja so vlažna in blaga; največ padavin se pojavlja v monsunski sezoni (julij – september). Zimsko in pomladno nebo sta po navadi jasna in sončna . Najvišja temperatura, zabeležena v Pokhari, je bila 4. maja 2013 38,5 ° C, najnižja temperatura pa je bila 13. januarja 2012 0,5 ° C. 

### Reke in jezera
Dolina Pokhara je bogata z vodnimi viri. Največja vodna telesa v Pokhari in okolici so:
- Jezero Phewa, jezero Begnas, jezero Rupa, Dipang Tal, Khaste Tal, Maidi Tal, Niureni Tal, Gude Tal, Kamal Pokhari Tal, Kashyap Tal (Thuli Pokhari) in
- reke Seti Gandaki (Seti Khola), Kahun Khola, Bidžajpur Khola, Furse Khola, Kali Khola, Yamdi Khola, Mardi Khola, Harpan Khola

Devet jezer v okrožju Kaski je od 2. februarja 2016 zaščitenih z Ramsarsko konvencijo. Od devetih jezer sta dve jezeri, Phewa in Kamalpokhari, v podmestnem okrožju Pokhara,  ostala jezera pripadajo občini Lekhnath. Grozd jezer je mednarodnega pomena, saj podpirajo ranljive, ogrožene ali kritično ogrožene vrste ali ogrožene ekološke skupnosti. Skupna površina povodja obsega 178,5 km², kar zajema vodna telesa, kmetijska zemljišča, gozdove, naselja in druga pozidana območja.

## Značilnosti
Občina Pokhara se razteza 12 kilometrov od severa proti jugu in 6 kilometrov od vzhoda proti zahodu, vendar je za razliko od prestolnice Katmandu precej ohlapna in ima še vedno veliko zelenih površin. Dolina je približno razdeljena na štiri do šest delov ob rekah Seti, Bidžajapur, Bagadi, Phusre in Hemja. Seti Gandaki, ki teče skozi mesto od severa proti jugu, razdeli mesto približno na dve polovici s poslovnim območjem Čipledunga v sredini, starim mestnim jedrom Bagar na severu in turističnim okrožjem Baidam (Ob jezeru) na jugu, na zahodni strani reke. Soteska, skozi katero teče reka, je prečkana na petih mestih: K.I. Singh Pul, Mahendra Pul in Prithvi Highway Pul od severa do juga mesta. Dno doline je ravno, spominja na Tarai zaradi svoje gramozne površine in ima poševno orientacijo od severozahoda do jugovzhoda. Mesto je obdano s hribi, ki gledajo na celotno dolino.
Jezero Phewa je bilo malce povečano z zajezitvijo, kar predstavlja tveganje, da se bo zaradi dotoka med monsunom razlilo . Odtekajoča voda se delno uporablja za pridobivanje vodne energije. Jez se je leta 1974 zrušil, kar je povzročilo odvajanje vode in erozijo zemljišča, kar je povzročilo nezakonito poseganje na zemljišče; od takrat je bil jez nadgrajen . Elektrarna je približno 100 metrov nižje na dnu soteske Phusre Khola. Voda iz jezera Phewa se preusmeri za namakanje v južno dolino Pokhare. Vzhodna dolina Pokhara prejme vodo za namakanje prek kanala, ki teče iz rezervoarja Seti na severu mesta. Nekateri deli jezera Phewa se uporabljajo komercialni ribolov. Jezero trenutno napada invazivna vodna hijacinta (जलकुम्भी झार).
V letu 2017 je Pokhara Lekhnath Metropolitan City postalo največje metropolitsko mesto Nepala po površini in sicer 464,24 km², kar pomeni, da je mesto devetkrat večje od Katmanduja, 18-krat večje od Lalitpurja in 2,5-krat večje od Bharatpurja. 
Pokhara je znana kot priljubljen turistični cilj za obiskovalce z vsega sveta. Vsako leto veliko ljudi obišče lokacijo, da bi lahko potovali v območje Anapurne in slavni verski kraj Muktinath . Turistično območje je ob severni obali jezera Phewa (Baidam, Lakeside in Damside). Sestavljeno je predvsem iz manjših trgovin, turističnih hotelov, restavracij in barov. Večina luksuznih in zvezdičnih hotelov je na južni obali jezera Phewa in jugovzhodnem obrobju mesta, kjer je več odprtih zemljišč in neoviran pogled na okoliške gore. Večina turistov, ki obiščejo Pokharo, se odpravi v bazni kamp Anapurna in Mustang. Vzhodno od doline Pokhara v občini Lekhnath je sedem manjših jezer, kot so jezero Begnas, Rupa, Khaste, Maidi, Neureni,  Dipang. Jezero Begnas je znano po svojih ribiških projektih. 

## Templji in gompe
V dolini Pokhara in okolici so številni templji in samostani. Mnogi templji služijo kot združeni kraji bogoslužja hindujcem in budistom. Nekateri priljubljeni templji in gompe so:
- Tempelj Tal Barahi (na otoku sredi jezera Phewa)
- Tempelj Bindhyabasini
- Radha Krišna Šanti Ašram Lame Al
- Tempelj Sitaldevi
- Guptesvor Mahadev Gupha (jama) / tempelj
- Mudula Karki Kulajan Mandir
- Tempelj Sunpadeli (Kaseri)
- Tempelj Bhadrakali
- Tempelj Kumari
- Tempelj Akalaa
- Tempelj Kedarešvar Mahadev Mani
- Matepani Gumba
- Shanti stupa
- Tempelj Akaladevi
- Samostan (Hemja)
- Nepal Čristija Ramghat, cerkev ustanovljena leta 1952 (2009 B.S.), v Ramghat območju Pokhare je tudi prva cerkev v Nepalu.

## Turizem in gospodarstvo
Po kitajski okupaciji Tibeta leta 1950 in indijsko-kitajski vojni leta 1962 je stara trgovska pot v Indijo iz Tibeta skozi Pokharo postala nepotrebna. Danes v Bagar prispe samo nekaj karavan iz Mustanga.
V zadnjih desetletjih je Pokhara postala glavni turistični cilj: v južni Aziji se šteje za turistično prestolnico Nepala, predvsem za pustolovski turizem in osnovo za znamenit treking  okoli Anapurne. Velik prispevek k lokalnemu gospodarstvu torej prihaja od turizma in gostinstva. Obstajata dva hotela s petimi zvezdicami in približno 305 drugih hotelov, ki vključujejo pet hotelov s tremi zvezdicami, petnajst z 2 zvezdicama in brez zvezdični hoteli v mestu.
Mnogi srednjeveški templji (tempelj Barahi, Bindhjabasini, Bhadrakali, Talbarahi, Guhešvori, Sitaldevi, Gita mandir tempelj, tempelj Bhimsen) in stare nevarske hiše so del mesta (Bagar, Bindhjabasini, Bhadrakali, Bhairab Tol, itd.). Sodobna komercialna mestna središča so na Čipledhunga, New Road, Prithvi Čovk in Mahendrapul (nedavno preimenovana v Bhimsen Čovk).
Mesto promovira dva velika griča kot razgledne točke za ogled mesta in okoliške panorame: Shanti Stupa, stupa svetovnega miru, zgrajena leta 1996 na južni obali jezera Phewa in Sarangkot, ki je severozahodno od mesta. Februarja 2004 je bil za javnost odprt Mednarodni gorski muzej (IMM) v Ratopahiroju, da bi prikazali turistične zanimivosti mesta.  Drugi muzeji so Pokrajinski muzej Pokhara, etnografski muzej, Naravoslovni muzej Anapurna, v katerem so ohranjeni primerki rastlinstva in živalstva in vsebuje zelo obsežno zbirko metuljev, najdenih v zahodni in ACAP regiji Nepala in muzej Gurk z zgodovino vojakov Gurkov.
V mestu je bila pred kratkim urejena bungee jumping skakalnica (druga v Nepalu): Water Touch Bunjee Jumping. Začeli so graditi žičnico, da bi povezali jezero Phewa s Shanti stupo, in jo gradi vlada Nepala in za katero se pričakuje, da bo turizem eksponentno okrepila. 
Od leta 1990 je Pokhara doživela hitro urbanizacijo. Posledično so storitveni sektorji vedno bolj prispevali k lokalnemu gospodarstvu, ki je prehitevalo tradicionalno kmetijstvo. Učinek urbanizacije se kaže v visokih cenah nepremičnin, ki so med najvišjimi v državi. V gospodarstvo Pokhare največ prispevajo proizvodni in storitveni sektor, vključno s turizmom; tuje in domače naložbe. Turizem, storitveni sektor in predelovalna industrija prispeva približno 58% gospodarstvu, nakazila približno 20% in kmetijstvo skoraj 16 %. Sledijo tudi nekatera večja podjetja in ustanove v Pokhari:
- Ncell center, Srijana Čovk (nasproti kolidža za dediščino)
- Nepal Telecom, Ranipauwa ter Mahendrapul in Damside
- Nepal Rastra Bank, Rastra Bank Čovk (južni konec jezera)
- Nabil Bank, Sabhagriha Čovk (New road)
- Društvo Rdečega križa Nepala, Srijana Čovk

## Pomembni ljudje iz Pokhare
Ljudje, ki živijo ali so živeli v mestu Pokhara, so znani kot Pokhareli. V demografskem smislu so ljudstvo Gurung prevladujoča etnična skupina, ki prihaja iz hribov okrog Pokhare, kot so Sikles, Armala, Ghalel gaun, Ghandruk, Lumle, itd., z Brahmini iz Sjangdže, Nevarci in Magari, ki sestavljajo preostalo prebivalstvo. Pokhara ima tudi največje število vojakov Gurk, večina jih pripada etničnim skupinam Gurung in Magar, ki jih je britanska vojska uvrstila med svoje moštvo.